# Blapsilon viridicolle
Blapsilon viridicolle är en skalbaggsart som först beskrevs av Louis Alexandre Auguste Chevrolat 1858.  Blapsilon viridicolle ingår i släktet Blapsilon och familjen långhorningar. Inga underarter finns listade.